# Палацо Масимо
Дворецът Масимо (на италиански: Palazzo Massimo alle Colonne) е ренесансов дворец в Рим. Построен е от архитекта Балтазар Перучи в периода 1532 – 1536 на място, притежавано от старата римска фамилия Масимо. Реконструиран е между 1883 и 1887 г. от архитекта Камило Пистручи. Това е тъй наречената Вила Монталто-Перетти, в която впоследствие се помещава Йезуитски колеж. През 1981 г. е закупен от Държавата и реституиран. През 1995 г. се отпразнува основаването на музей. Неговото откриване става три години по-късно. Той приютява „Секцията за Антично изкуство“.
Характерно за входа е централния портик с шест дорийски колони.
В Рим има и друг дворец с подобно име – Palazzo Massimo alle Terme, разположен в близост до централната гара Termini